# یواس‌اس کنتاکی (بی‌بی-۶)
یواس‌اس کنتاکی (بی‌بی-۶) (به انگلیسی: USS Kentucky (BB-6)) یک کشتی بود که طول آن ۳۷۵ فوت ۴ اینچ (۱۱۴٫۴۰ متر) بود. این کشتی در سال ۱۸۹۸ ساخته شد.